# Renesans bengalski

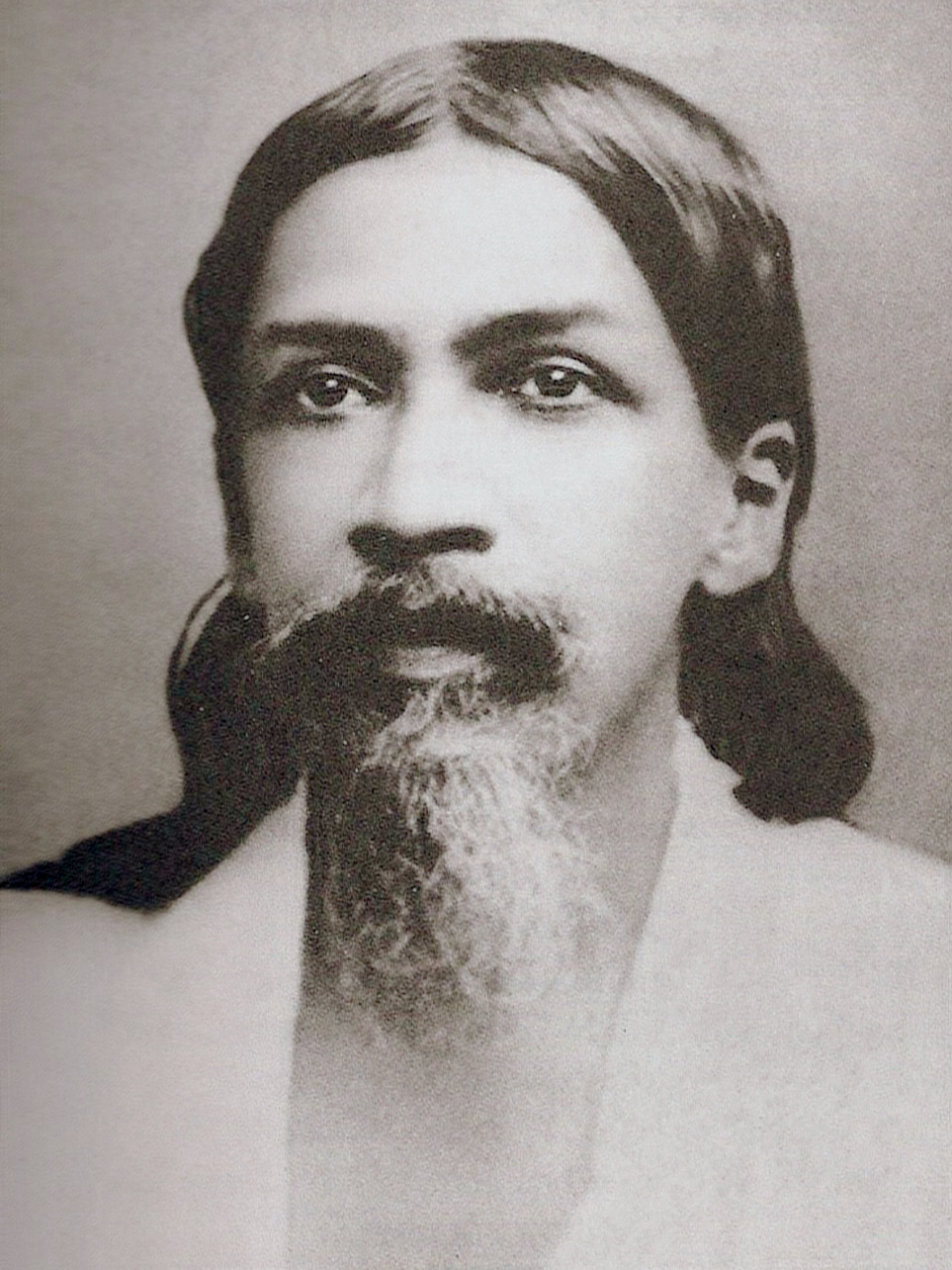
Aurobindo Ghose (twórca koncepcji)

Renesans bengalski – prąd kulturalny, polityczny i reformatorski, który narodził się w połowie XIX wieku we wschodniej części Bengalu, znajdującej się pod panowaniem brytyjskim. Efektem ruchu było powstanie nowych zjawisk kulturalnych, ideologii politycznych, czy też ruchów społecznych.

## Geneza i charakterystyka
Genezą zaistnienia zjawiska było spotkanie się kultury indyjskiej i zachodniej, przyniesionej przez kolonizatorów z Anglii po klęsce antybrytyjskiego powstania sipajów (1858). Dotyczyło to m.in. literatury, sztuki, myśli politycznej, czy też poglądów społeczno-obyczajowych. Na terenie Bengalu znalazły one podatny grunt do absorpcji, jednak lokalni myśliciele podjęli się prób ich syntezy z tradycjami miejscowymi. Szczególnie istotne w tym procesie były takie zagadnienia, jak równość społeczna, równouprawnienie kobiet i szeroki dostęp do oświaty. Brytyjczycy prowadzili w Indiach własną politykę ekonomiczną oraz militarną, nie przejmując się jednak w większym stopniu kwestiami społecznymi, wychodząc z założenia, że byłaby to nadmierna ingerencja tradycje Indii. Ten długotrwały proces zrodził u elit hinduskich potrzebę zdefiniowania własnych, jednolitych i spójnych poglądów społecznych na wzór wykładni religii protestanckiej. Przejawiało się to w zacieraniu różnic między hinduizmem elit, a hinduizmem ludu, a także promowaniu Bhagawadgity jako "ewangelii" hinduizmu oraz powrotu do nauk Wedanty. Wykształciła się wówczas klasa mężczyzn wyznających (przynajmniej w części) zachodnie wartości i wykonujących zawody artystyczne, czy urzędnicze (administracja kolonialna). Odrzucali oni w większości radykalizm, zarówno asymilacyjny, jak i antybrytyjski. Ośrodkiem tych prądów była Kalkuta, miasto wzniesione przez Brytyjczyków na surowym korzeniu. Działacze renesansu bengalskiego chcieli zmodernizować społeczeństwo hinduskie, ale bez radykalnego zrywania z tradycją. Ich inspiracje stanowiło europejskie oświecenie i zapisy z Upaniszad oraz filozofii Wedanty.

## Przedstawiciele
Prekursorem prądu był pisarz Ram Mohan Roy (Rammohun Roy), który założył religijną organizację Brahmo Samadź. Już w 1824 stwierdził on, że mieszkańcy Kalkuty są bardziej biegli w języku angielskim i często kojarzeni z europejskimi dżentelmenami. Koncepcję renesansu bengalskiego stworzył Aurobindo Ghose. Inni wybitni przedstawiciele ruchu to m.in.: Rabindranath Tagore, Devendranath Tagore, Rajnarayan Bose, Aksaykumar Dutta, Michael Madhusudan Dutta, Iswarchandra Vidyasagar, Rajendralal Mitra, Dinabandhu Mitra i Keshubchandra Sen.